# Mikrogeophagus
Mikrogeophagus es un género de peces de la familia Cichlidae con solo 2 especies endémicas de la zona neotropical. Ambas especies son muy solicitadas en la acuariofilia.

## Especies
- Mikrogeophagus ramirezi
- Mikrogeophagus altispinosus